# Oleksandriia (Rivne)
Pour la ville de l'oblast de Kirovohrad, voir Oleksandria.
Oleksandriia (en ukrainien : Олександрія), est un village du raïon de Rivne, en Ukraine. Sa population s'élevait à 2 397 habitants en 2001.

## Histoire
L'armée allemande occupe la localité de 1941 à 1944. Dans le cadre de la Shoah par balles, les Allemands commettent un massacre de masse de la communauté juive locale.

### En images

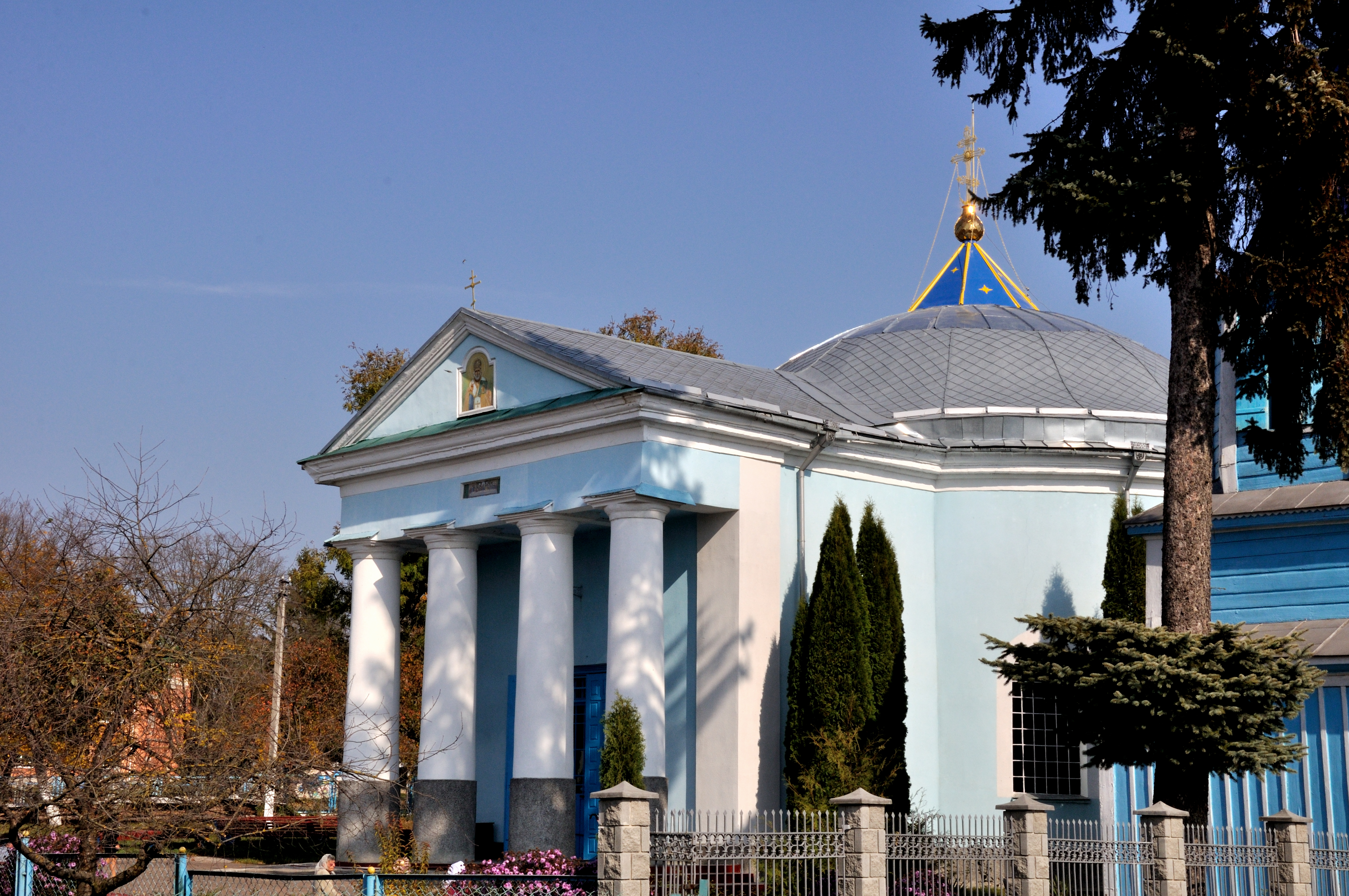
L'église de la Transfiguration, classée
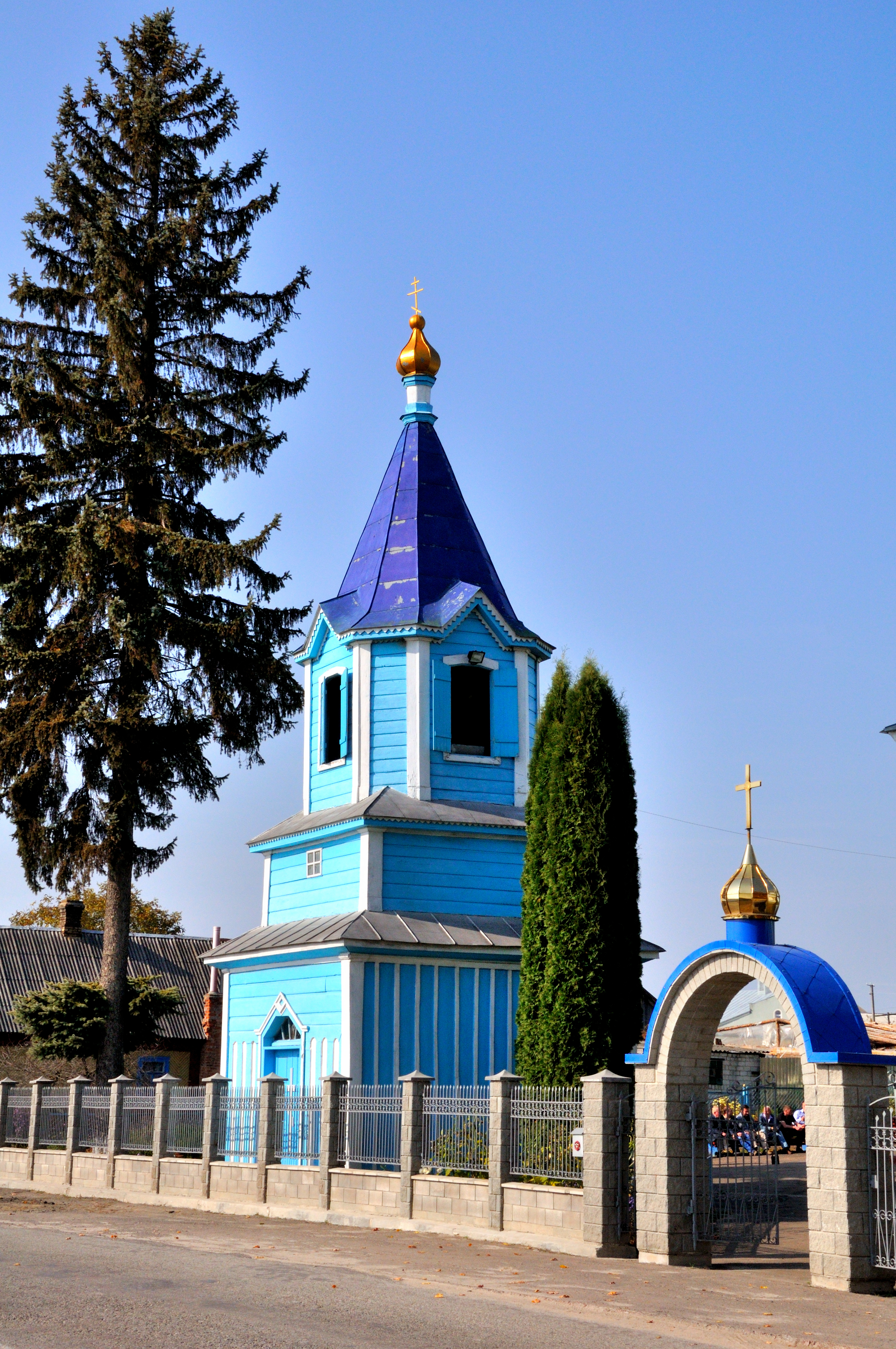
et son clocher, classée[4],
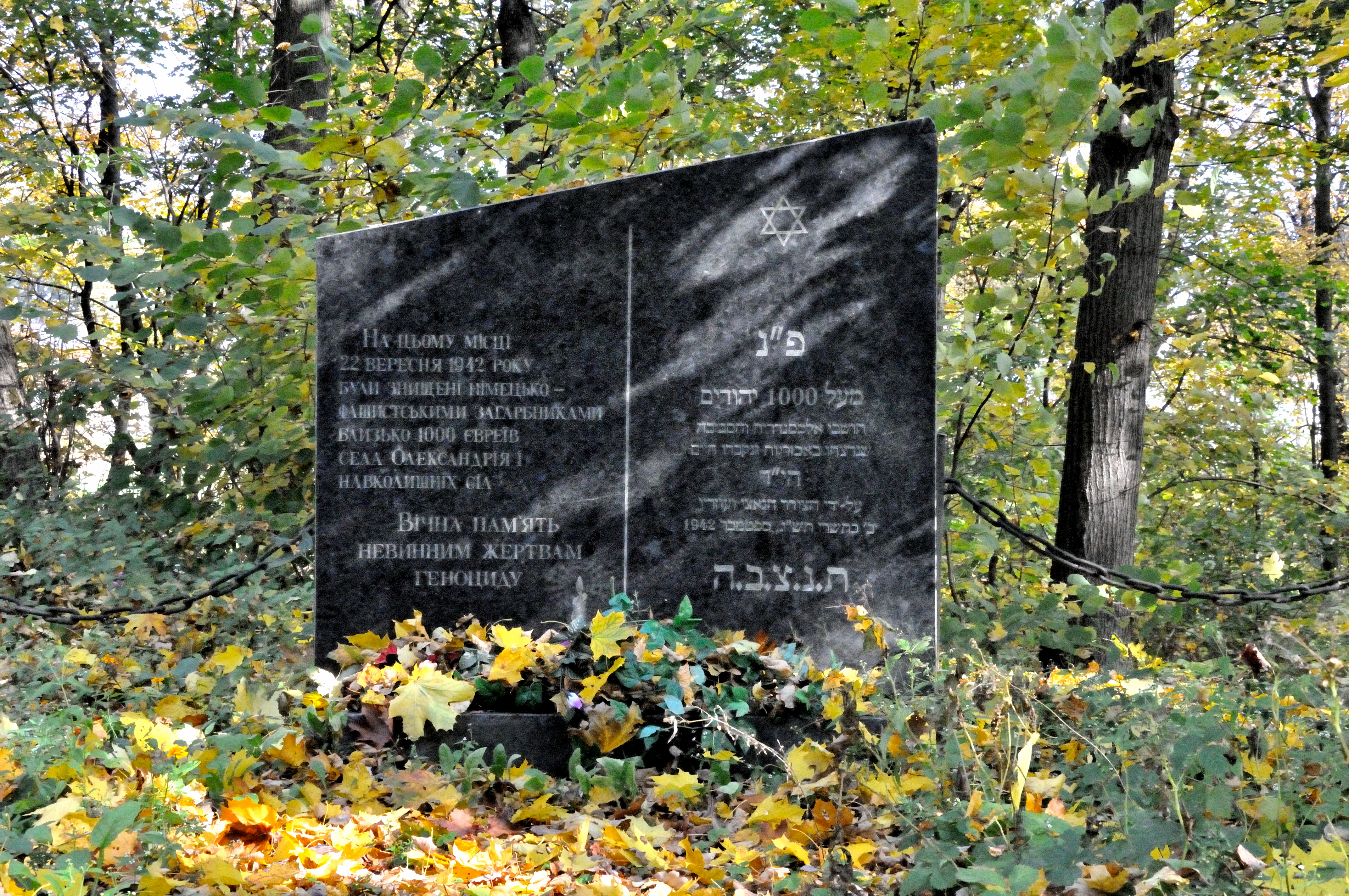
mémorial au massacre de juifs, classé[5],
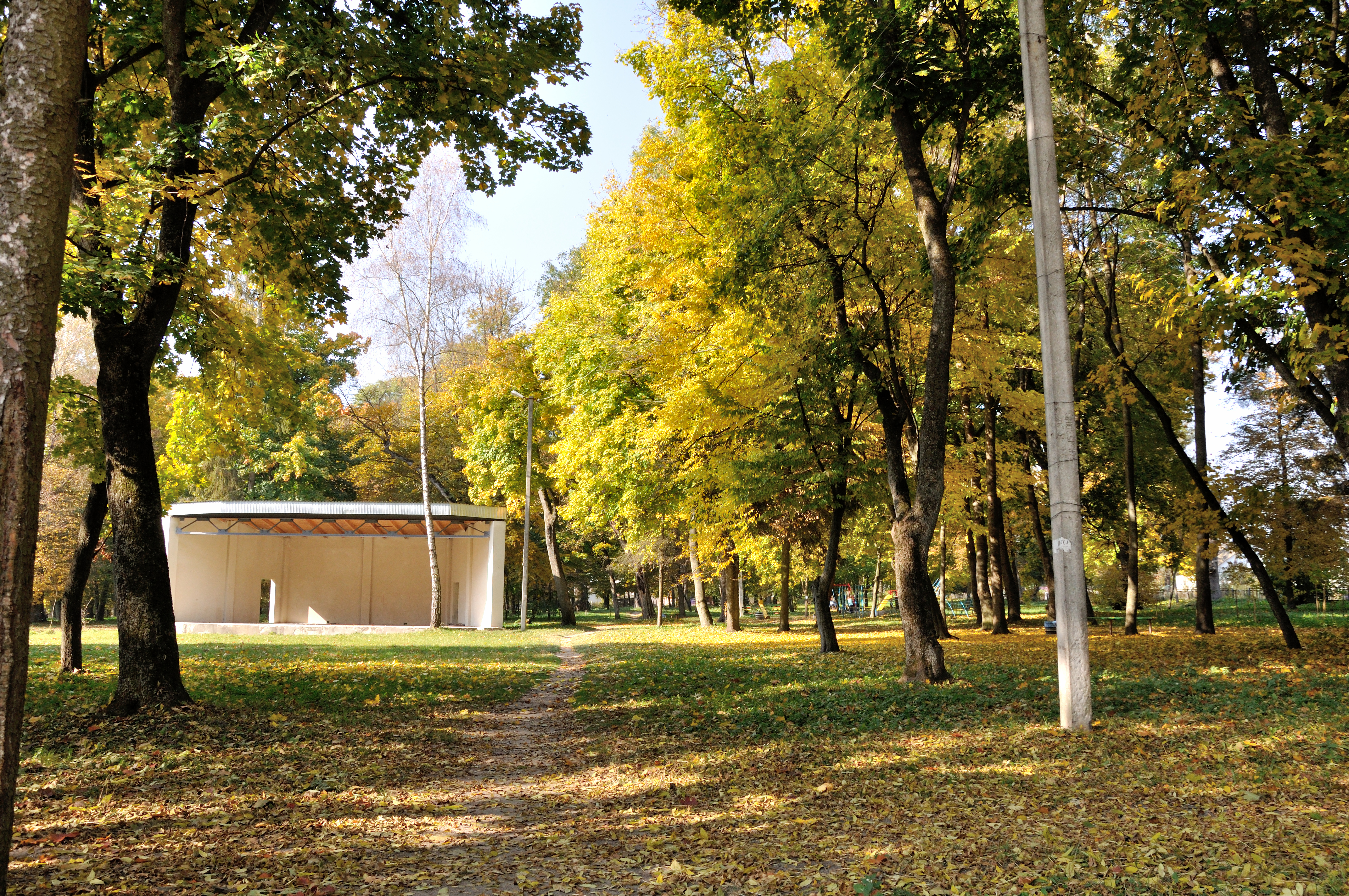
et son parc, classé[6].